# Coptops pacificus
Coptops pacificus es una especie de escarabajo longicornio del género Coptops, tribu Mesosini, subfamilia Lamiinae. Fue descrita científicamente por Breuning en 1968.

## Descripción
Mide 19 milímetros de longitud.

## Distribución
Se distribuye por Canadá.